# Benoît Frachon
Pour les articles homonymes, voir Frachon.
Benoît Frachon, né le 13 mai 1893 au Chambon-Feugerolles (Loire) et mort le 4 août 1975 à Ouzouer-sur-Loire (Loiret), est un syndicaliste et homme politique français. Il est secrétaire de la CGTU en 1933, membre du secrétariat de la Confédération générale du travail (CGT) en 1936, secrétaire général de la CGT de 1945 à 1967, président de celle-ci jusqu'en 1975. Membre du bureau politique du Parti communiste français (PCF), il en fut l'un des principaux dirigeants dans la Résistance.

## Biographie

### Jeunesse
Né au Chambon-Feugerolles, ville du bassin houiller de la Loire, près de Saint-Étienne, Benoît Frachon est le troisième des cinq enfants d'une famille de mineurs. Son père, Jean Benoît Frachon, mineur puis surveillant de travaux de fond, meurt à l'âge de 51 ans, alors que Benoît est âgé de 15 ans. Sa mère, Claudine Drevet, « ménagère » lors de la naissance de son fils, était dévideuse à Saint-Étienne, avant son mariage. Benoît Frachon, scolarisé à l'école publique mais ayant eu aussi une éducation religieuse, obtient le certificat d'études primaires en 1904. Après deux années d'études primaires supérieures au Chambon-Feugerolles, il échoue au concours des bourses et doit entrer dans la vie active. Apprenti chez un petit patron en boulonnerie, il acquiert la spécialité de tourneur métallurgiste. En 1909, âgé de seize ans il adhère à la CGT.
Engagé dans un petit groupe libertaire dès 1909, il participe à quelques manifestations d'action directe. Sa première grève, il la vit en 1910, au Chambon. Très dure (plus d'un mois), elle donne lieu à des affrontements avec l'armée (la cavalerie charge « sabre au clair » les grévistes), tourne à la grève populaire (les femmes des grévistes participent, mais aussi, dans une certaine mesure, la population de Saint-Étienne). Il fréquente assidûment la maison du peuple du Chambon : il y apprend et s'y imprègne de la culture ouvrière.

### Engagement national
Au lendemain de la Première Guerre mondiale, Frachon adhère au Parti communiste français (PCF) qui vient d'être fondé à la suite du congrès de Tours, en 1920.
Dirigeant de la grande grève des métallurgistes de Saint-Étienne de 1924, il s'affirme et devient secrétaire permanent de l'union départementale de la CGTU. À partir de 1928, Frachon accède à des responsabilités supérieures. En accord avec les orientations de la direction de l'Internationale communiste, il participe à des réunions à Moscou et entre au bureau politique du PCF : il est l'archétype de cette génération de dirigeants communistes qui connaît une promotion très rapide (trois ans en l'occurrence).
Au début des années 1930, Frachon se trouve au cœur de la ligne qui triomphe dans le communisme français, faite du repli de la tendance sectaire et de recherches de l'unité à la base avec les ouvriers et non avec les dirigeants socialistes ou syndicalistes « confédérés » (appelés ainsi pour les différencier des unitaires de la CGTU). Alors que se développent en France les premiers effets de la crise de 1929, le communisme et le syndicalisme à volonté révolutionnaire voient leur audience se rétrécir. Frachon, comme beaucoup de militants, subit les conséquences de la répression gouvernementale et est interné à la prison de la Santé.
Dès 1931, il est porteur d'analyses alors nouvelles sur le mouvement syndical, attirant l'attention sur la nécessité de s'attacher aux petites revendications des travailleurs. Il devient le porte-parole convaincu de la lutte pour l'unité syndicale, sous la bannière de la CGTU, sur la base de la défense des revendications et des intérêts de la classe ouvrière. Frachon veut gagner les masses ouvrières : pour cela il faut d'abord s'occuper de la réalité ouvrière, réaliser le front unique des exploités, refuser de « faire faire le tour du monde à des prolétaires dont la préoccupation dominante est l'augmentation de leurs salaires ».
À partir de 1933, devenu secrétaire de la CGTU, Frachon se situe au cœur d'une stratégie unitaire qui recherche non seulement le rapprochement avec les ouvriers confédérés et socialistes, mais aussi avec leurs dirigeants. Membre du bureau politique du Parti communiste français, il va transformer la centrale syndicale en véritable « courroie de transmission » de PCF et en assurer la mainmise sur sa direction pour des dizaines d'années.
Dirigeant de premier plan de la CGT après la réunification syndicale de 1935, Frachon participe à la rencontre CGT/CGPF (patronat) du 6 juin 1936 à l'hôtel Matignon. Il est 15 heures lorsque débutent les négociations. Le rapport de force est tel que celles-ci ne s'éternisent pas : à 1 heure du matin, les accords Matignon sont signés. Il en est un des signataires.

### Seconde Guerre mondiale
Au début de la Seconde Guerre mondiale, la signature du pacte germano-soviétique, le 23 août 1939, met fin à l'unité syndicale réalisée trois ans plus tôt : les communistes de la CGT sont sommés de désavouer le pacte. Frachon, bien que s'étant prononcé dans La Vie ouvrière pour une défense nationale antifasciste, est déchu comme Racamond de son mandat de secrétaire de la CGT par Léon Jouhaux et ses collègues « anciens confédérés »,. Il fait partie de la minorité de la CGT qui suit la ligne dure et dénonce le 26 août « les dangers d'une guerre impérialiste généralisée ». Il renouvelle cette condamnation de la guerre « impérialiste » le 25 septembre en accord avec les directives données par le Komintern après le pacte germano-soviétique. Le 26 octobre, le premier numéro de L'Humanité clandestine paraît sous la direction de Frachon.
Durant les mois de la drôle de guerre, il est le responsable principal dans l'organisation clandestine en France. Il parvient à assurer l'édition régulière de L'Humanité et des autres publications clandestines. Il communique avec Thorez et Marty à Moscou et avec Duclos et Eugen Fried à Bruxelles. Il s'efforce alors de « redresser » la ligne du PCF sur les bases indiquées par le Komintern et fait pression lors du procès des députés communistes en mars-avril 1940 pour que ceux-ci signent une déclaration commune conforme aux attentes de Moscou.
Le 12 juin 1940, Benoît Frachon quitte Paris accompagné de Marguerite et Mathilde Dardant pour rejoindre la ferme Dardant dans le Limousin, d’où il dirige une première réorganisation du PCF en zone Sud,.
Dans la Résistance, il est, avec Jacques Duclos et Charles Tillon, l'un des principaux dirigeants du PCF clandestin, plus spécialement chargé de l'action syndicale. À partir de 1941, il pilote des prises de contact entre les anciens « unitaires » et « confédérés » en vue d'une réunification : ainsi, le 22 septembre 1942, un de ses émissaires, le métallurgiste Raymond Semat, rencontre Léon Jouhaux à Cahors. Il participe activement à l'élaboration de la plate-forme revendicative proposée aux confédérés en 1943 qui aboutit, le 17 avril, à la réunification de la CGT. Jusqu'à la Libération, l'essentiel de l'activité syndicale, les grandes directives d'action, sont le fait des unitaires sous la direction de Frachon : c'est dans la clandestinité que ceux-ci conquièrent la majorité de la CGT et Frachon, l'autorité pour en devenir l'un des secrétaires généraux.
Selon l'historien Jean-Pierre Azéma, le Parti communiste « doit beaucoup pour sa survie » durant ses années de guerre à Benoît Frachon grâce à la volonté du dirigeant communiste de s'enraciner dans le terreau social, « de coller aux revendications de tous ordres » et de parvenir à une union avec les gaullistes contre les envahisseurs.
Le 22 août 1944, il signe dans L'Humanité un appel aux armes destiné aux métallurgistes parisiens.
Le 10 septembre 1944, Frachon énonce les grandes tâches de la CGT : achever victorieusement la guerre, reconstruire l'économie. Il lance « la bataille de la production » et la relie à la satisfaction des revendications ouvrières. Il est membre de l'Assemblée consultative provisoire, délégué par le Conseil national de la Résistance (novembre 1944-août 1945).

### Après la guerre

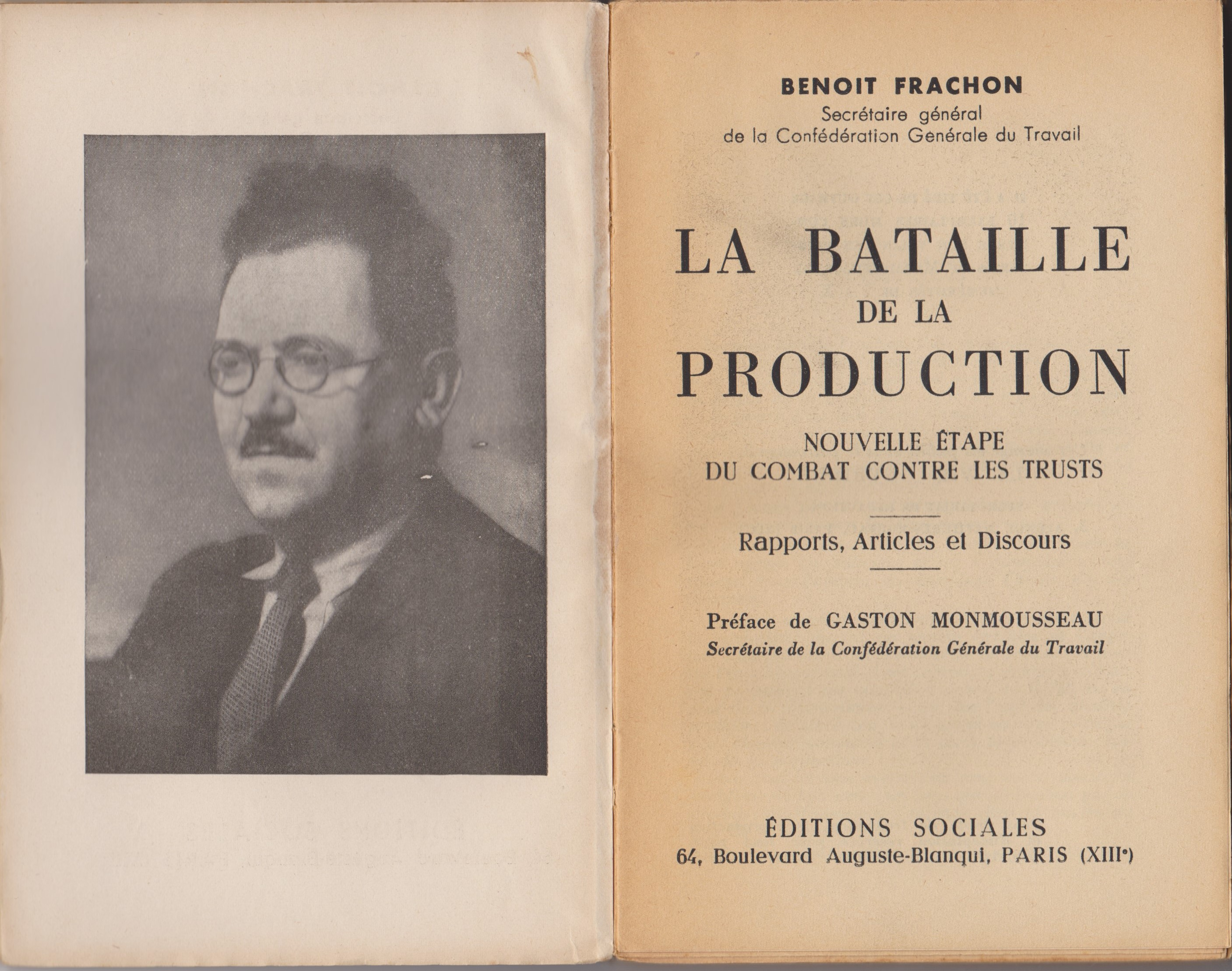
Benoît Frachon : La Bataille de la production. Ce livre, publié en 1946 reprend des articles et des discours du secrétaire général de la CGT, engagé dans la reconstruction de la France après la guerre.

Il est élu secrétaire général de la CGT le 5 septembre 1945, responsabilité qu'il partage avec Léon Jouhaux. Il devient ensuite le dirigeant incontesté de la CGT, alors au faîte de sa puissance, avant la scission qui voit la création de Force ouvrière sous l'impulsion de Jouhaux.

Il reprend ensuite les pleins pouvoir en décembre 1947, à la suite de la démission de Jouhaux du poste de secrétaire général de la CGT. Mais soucieux de l'originalité du syndicalisme, il veille à préserver à la direction de la première centrale syndicale française une présence de non communistes, fussent-ils proches du Parti. Des hommes comme Alain Le Léap, Lucien Jayat, Pierre Le Brun, Léon Rouzaud, Livio Mascarello illustrent le fait de l'influence cégétiste au-delà de la stricte « orthodoxie » partisane. La notice biographique que l'historien Philippe Robrieux dresse de ce militant note pour terminer :

« Il a toujours gardé quelque chose des manières simples et directes de l'ouvrier syndicaliste révolutionnaire qu'il avait été ; de là vient sans doute qu'il ait su rester jusqu'au bout, d'une certaine façon un homme de masse. »

Benoît Frachon se retire progressivement à partir de 1967, lorsqu'il devient président de la CGT. Il a alors 74 ans, et promeut un successeur Georges Séguy de 34 ans plus jeune. Il est le seul survivant du Front populaire à participer aux négociations de Grenelle : s'il n'est plus secrétaire général de la CGT, il demeure présent dans sa direction nationale jusqu'en 1975.
Il fait partie du bureau politique du Parti communiste français de 1956 à sa mort, en 1975, et participe également aux instances dirigeantes du Mouvement de la paix.
Séjournant fréquemment depuis 1973 en raison de problèmes de santé dans une propriété du parti communiste située dans le Loiret, il meurt le 4 août 1975, peu de mois après le décès de Jacques Duclos, son alter-égo de la direction clandestine sous l'Occupation. Le 7 août ses obsèques organisées selon le protocole usuel aux grands dirigeants du mouvement ouvrier, malgré la période des congés, rassemblent à Paris plusieurs milliers de « travailleurs qui font à Benoît Frachon une grande escorte » entre la Maison des métallos, rue Jean-Pierre-Timbaud et le cimetière du Père-Lachaise. Dans un ordre étudié, quatre discours ponctuent le dernier hommage : Georges Séguy, pour la CGT, Ibrahim Zakaria, pour la FSM, Georges Marchais, pour le PCF et Robert Chambeiron, secrétaire général adjoint du Conseil national de la Résistance.
Il est inhumé au cimetière du Père-Lachaise (97e division) dans la sépulture du comité central du PCF.

### Vie privée
Le 25 avril 1925 Benoît Frachon se marie au Chambon-Feugerolles avec Marie-Louise Péalat, couturière, née au Chambon-Feugerolles en 1899. Celle-ci est la fille d'un ouvrier tourneur, trésorier du syndicat et conseiller municipal de la commune depuis 1919. Le couple donne naissance à un enfant, né en janvier 1929. Les responsabilités de « permanent » politique de Frachon induisent, dans une première période des déménagements fréquents, voire des séparations. Ainsi il est absent lors de la naissance de son fils. Résidant dans sa ville natale jusqu'en 1925, il habite ensuite à Lyon, puis à Villeurbanne. Installé à Paris, il est logé... à la prison de La Santé de juillet 1929 à mai 1930, poursuivi en justice comme toute la direction du PC pour complot contre la sûreté de l'État. Libéré sans procès, il vit un temps dans le 17e arrondissement. Son épouse le rejoint quand il loue un logement à Choisy-le-Roi. En 1937 il obtient un appartement dans une cité de Montreuil. Le PCF lui procure ensuite une maison dans cette ville. Il la quitte en 1939... pour n'y revenir qu'en 1944. Durant une partie de la clandestinité il « loge » dans le Hurepoix (Essonne) à Forges-les-Bains, non loin de Limours où est « planqué » Charles Tillon et de Villebon-sur-Yvette, planque de Jacques Duclos. Jacques Girault, biographe de Frachon, passe volontairement sous silence d'autres éléments de sa vie privée mais fait allusion à « l'instabilité sentimentale des militants ».
Son épouse Marie-Louise assiste avec ses enfants et petits-enfants à ses obsèques. Elle meurt en décembre 1981.

## Décoration
- Médaille de la Résistance française avec rosette (décret du 16 juin 1946)[24]

## Hommages

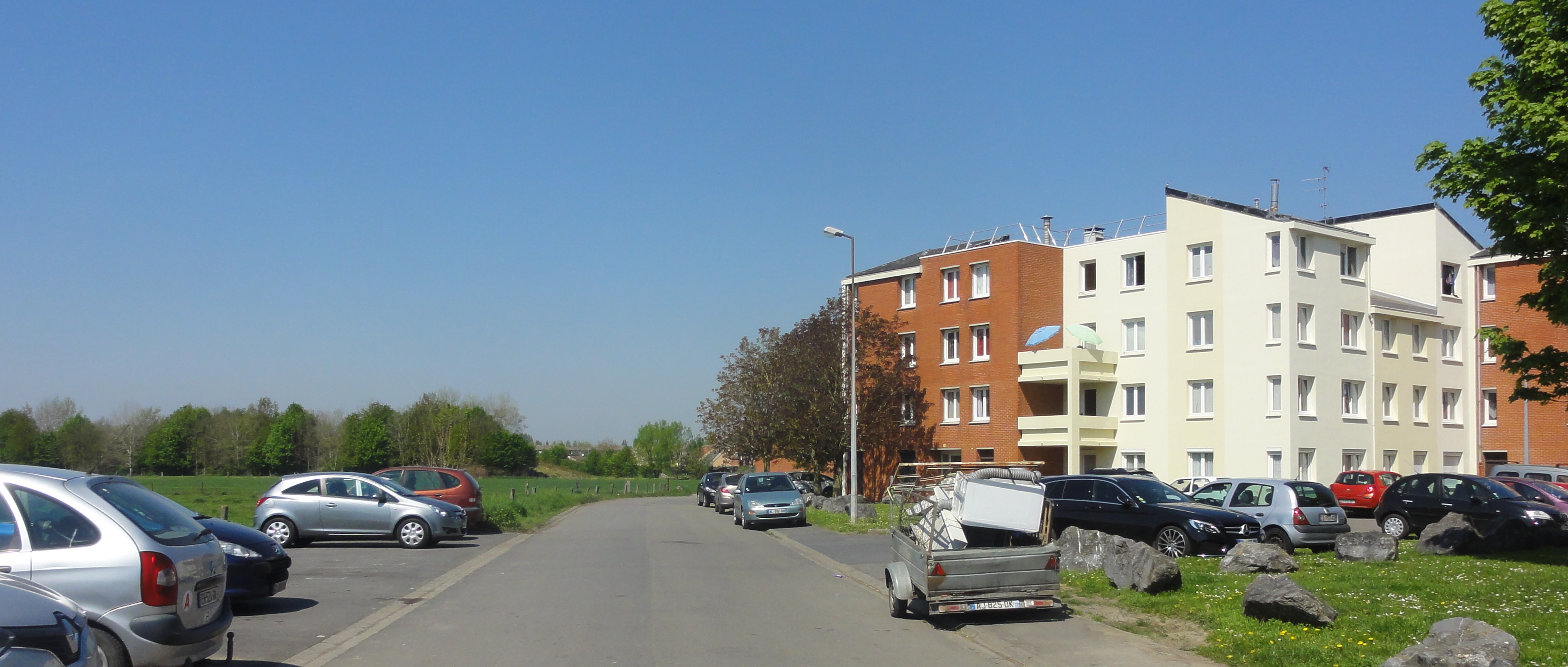
La rue Benoît-Frachon à Somain.

Dès le mois d'août 1975, la CGT décide de maintenir la mémoire de son emblématique dirigeant en donnant le nom de Benoît Frachon à son centre de formation syndicale de Courcelle-sur-Yvette.

De nombreuses communes ont des voies, places, résidences, complexes sportifs à son nom : ainsi dans le département de la Loire, sa ville natale Le Chambon-Feugerolles, la préfecture Saint-Étienne, et d'autres villes comme Firminy, La Ricamarie, Unieux. 
Il en est de même en région parisienne pour les villes où il a résidé, Montreuil (esplanade Benoit-Frachon), Choisy-le-Roi et notamment les villes préfectures de Nanterre et de Bobigny. D'autres villes ont fait de même, ainsi Saint-Martin-d'Hères, Somain.
La ville de Paris a dans le 20e arrondissement une avenue Benoît-Frachon, qui longe la commune de Montreuil et fait angle avec le siège central de la CGT. Dans le même arrondissement, le square Benoît-Frachon lui rend aussi hommage.

## Synthèse des responsabilités politiques et syndicales

### Syndicalisme
- 1909 : adhésion à la CGT
- 1922 : secrétaire du syndicat des métaux du Chambon-Feugerolles
- juin 1922 : délégué au 1er congrès de la Confédération générale du travail unitaire (CGTU)
- novembre 1924 - 1926 : secrétaire de l'Union départementale CGTU de la Loire
- novembre 1931 : membre du Bureau confédéral de la CGTU
- septembre 1933 - 1936 : secrétaire de la CGTU
- mars 1936 : secrétaire adjoint de la Confédération générale du travail (CGT réunifiée)[25]
- 27 août 1944 : secrétaire de la CGT, faisant fonction de secrétaire général avec Louis Saillant[26]
- septembre 1945 - juin 1967 : secrétaire général de la CGT (avec Léon Jouhaux jusqu'en décembre 1947, avec Alain Le Léap de janvier 1948 à septembre 1957)
- septembre 1945 : membre du Comité exécutif de la Fédération syndicale mondiale (FSM)[27]
- octobre 1957 - 1975 : vice-président de la Fédération syndicale mondiale (FSM)[28]
- juin 1967 - 1975 : président de la CGT, il reste membre de la Commission exécutive (CE) jusqu'au 39e congrès du syndicat tenu en juin 1975

### Politique
- 1919 : adhésion au Parti socialiste unifié (SFIO) transformé en 1921 Parti communiste (Section française de l'Internationale communiste - SFIC)
- 1925 : secrétaire de la Région lyonnaise du Parti communiste[29]
- février 1926 : membre de la délégation française à la 6e session du Comité exécutif de l'Internationale communiste
- juin 1926 : membre du Comité central du Parti communiste
- juillet 1928 : délégué au VIe congrès de l'Internationale communiste
- août 1928 : membre du Bureau politique du Parti communiste[30] et du secrétariat[31]
- 1940-1944 : membre de la direction clandestine du PCF
- juillet 1956 : réintègre officiellement le Comité central et le Bureau politique du PCF[32]. Il y reste jusqu'à son décès en 1975.

### Mandats et candidatures électoraux
- 1922-1924 : conseiller municipal et adjoint au maire du Chambon-Feugerolles (Loire)
- avril 1928 : candidat du Parti communiste (étiquette Bloc ouvrier et paysan) dans la 3e circonscription du Rhône (Lyon 3e arrondissement), il obtient 13,4 % des suffrages au 1er tour et 8,17 % au 2e tour
- mai 1932 : candidat du PCF dans la 2e circonscription de l'arrondissement de Pontoise (Seine-et-Oise) (Aulnay-sous-Bois-Gonesse-Luzarches), il obtient 32,16 % des voix au 1er tour et 45 % au 2e tour[33]
- 7 novembre 1944-3 août 1945 : délégué (député) à l'Assemblée consultative provisoire par le Conseil national de la Résistance

## Œuvres
- Benoît Frachon, Pour la CGT, mémoires de lutte, 1902-1939, éditions sociales, Paris, 1981. 264 p. Préface de Georges Séguy  (ISBN 2-209-05452-4)
- Benoît Frachon, Au rythme des jours, 1944-1967, éditions sociales, 1968. 2 vol.
- Benoît Frachon, La bataille de la production, nouvelle étape du combat contre les trusts. Rapports, articles, discours, éditions sociales, Paris, 1946. 240 p. Préface de Gaston Monmousseau